# Desa Kenanga (administrativ by i Indonesien, lat -6,75, long 108,46)
Desa Kenanga är en administrativ by i Indonesien.   Den ligger i provinsen Jawa Barat, i den västra delen av landet, 190 km öster om huvudstaden Jakarta.